# Salsa Robert

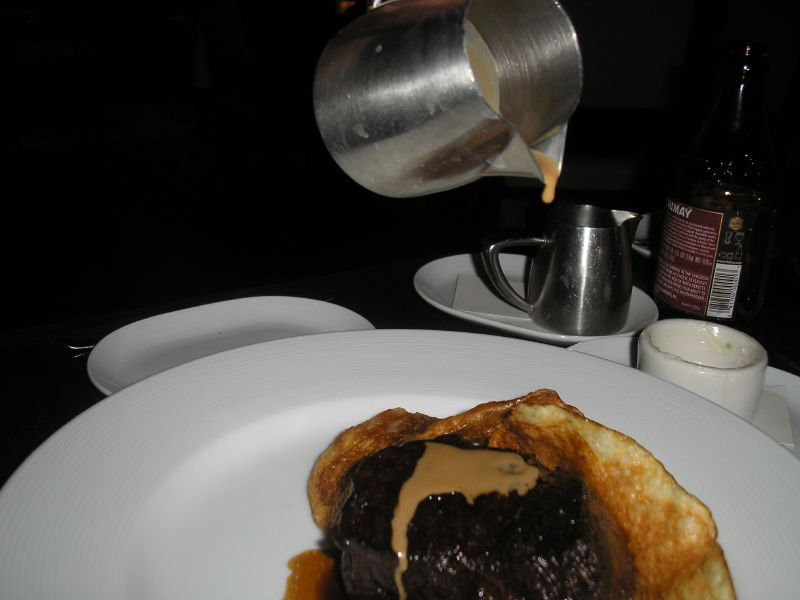
Salsa Robert

La salsa Robert es una salsa marrón a base de mostaza considerada como una de las salsas menores, o salsas compuestas, derivada de la clásica salsa francesa denominada salsa española, una de las salsas madres de la cocina francesa.
La salsa Robert es una de las salsa más antiguas según las fuentes escritas. De las setenta y ocho salsas compuestas sistematizadas por Marie-Antoine Carême a comienzos del siglo XIX, sólo dos - la salsa Robert y la Remoulade - estaban detalladas en antiguos libros  de cocina, uno de ellos es el de Massaliot titulado Le Cuisinier Roial et Bourgeois publicado en el año 1691. Una versión de la salsa Robert aparece igualmente en el libro de Francois-Pierre de la Varenne (cocinero del Rey Enrique IV) y autor del libro Le Cuisinier François (1651), considerado uno de los fundadores de la moderna cocina francesa.

## Características
La salsa Robert se elabora a partir de cebollas finamente picadas y sofritas con mantequilla, a este preparado se le añade vino blanco y se reduce. El preparado se aromatiza con pimienta negra y se le añade un fondo demi-glace que finalmente se finaliza con mostaza.

## Uso
Esta salsa es muy adecuada para acompañar platos de carne de cerdo especialmente aquellos asados. De todas formas puede emplearse también en diferentes carnes.